# 크링글란
크링글란(아이슬란드어: Kringlan)은 아이슬란드 레이캬비크에 위치한 쇼핑센터이다. 스마랄린드에 이어 아이슬란드에서 2번째로 큰 쇼핑센터이다. 1987년 개업하였으며 슈퍼마켓, 도서관, 영화관 등 다양한 편의 시설이 구축되어 있다.
크링글란은 레이캬비크에서 가장 통행량이 많은 교차로에 위치해 있다. 아이슬란드 국영 방송 본부, 레이캬비크 시립극장도 근처에 위치해있다.

## 같이 보기
- 스마랄린드